# Edwin Westphal
Edwin Rodolfo Westphal Véliz (n. 4 de marzo de 1966 en Puerto Barrios, Izabal) es un exfutbolista profesional guatemalteco. Jugó en la posición de delantero.
Como miembro de varios clubes, fue un prolífico goleador en la liga nacional de fútbol de Guatemala, especialmente durante 1990. Westphal fue también miembro de la selección nacional de Guatemala.

## Carrera de club
Nacido en Puerto Barrios, Westphal empezó su carrera jugando para club local Bandegua (Bananera de Guatemala, más tarde llamada DelMonte), haciendo su debut en la Liga Mayor en 1985 a la edad de 18. Mientras jugaba para Bandegua, el delantero era el mayor anotador en el campeonato 1987. Más tarde, jugó para Izabal JC, donde ganó otro título de goleo. En la temporada 1993-94, jugó para Aurora FC, y después se unió al equipo de Comunicaciones, donde fue parte de tres campeonatos en los equipos ya mencionados. Después de una mala temporada con USAC, regresó a Comunicaciones, antes de acabar su carrera jugando para Antigua GFC. Se retiró del fútbol profesional en 2004 y tuvo un partido de despedida en 2005. Con 201 goles anotados en liga, es el cuarto-más alto anotador en la historia de la liga guatemalteca..

## Carrera internacional
Westphal era un miembro de la selección nacional de Guatemala por más de una década, representando al país en tres fases de clasificación en Copas Mundiales (1990, 1994, y 1998). Él también jugó en los torneos de Copa del Oro de 1991, 1996, y 1998. En total anotó 16 goles internacionales con la camisola de Guatemala.
Su último partido internacional fue en CONCACAF Copa de Oro de 1998 en un encuentro contra Jamaica. 

## Estadísticas con la Selección Guatemalteca
| Competición | Partidos | Goles | Titular | Entró | Salió | Tarjetas amarillas | Doble Tarjeta amarilla | Tarjetas Rojas |
| Copa de oro | 8        | 2     | 6       | 2     | 2     | 0                  | 0                      | 0              |